# Avenida Colombia (Medellín)
La Avenida Colombia también llamada Calle 50 o Calle Colombia, es una vía que recorre la ciudad de Medellín con direcciones oriente y occidente en su zona central. Es una de las principales arterias viales del municipio, que comunica el Parque de Berrío, en el centro, con el barrio Calasanz al occidente.
 Toma el nombre, claramente, en homenaje a la nación en la que se encuentra ubicada.

## Trazado
En el occidente, comienza en la Carrera 82 con Calle 50A en donde posee dos calzadas cada una con dos carriles, sigue su recorrido pasando por la Avenida 80 en un cruce a desnivel, luego transcurre como el límite norte del barrio Estadio y de la Unidad Deportiva Atanasio Girardot, unos metros después, ya con seis carriles en total (dos para autobuses) llega a la intersección de la Carrera 65 y atraviesa la Avenida Regional y el Río Medellín por medio de un puente. Poco después cruza por encima de la Avenida del Ferrocarril para después desviar una calzada hacia el sur, quedando con la dirección hacia el occidente y conectar con la Carabobo, la Carrera Bolívar y el Parque de Berrío en el centro de la urbe.
Luego de este punto pasa a ser una vía peatonal una cuadra para después retomar su carácter de vía vehícular y cruzarse más adelante con la Avenida Oriental. De ahí, pasa a ser una típica calle más de barrio hasta su culminación en la Carrera 27A, en la comuna de Buenos Aires.

## Sitios cercanos a la vía
- Cuarta Brigada del Ejército Nacional
- Centro Comercial El Diamante
- Unidad Deportiva Atanasio Girardot
- Universidad Católica Luis Amigó
- Éxito de Colombia
- Biblioteca Pública Piloto
- Estación Parque Berrío del Metro
- Museo Filatélico de Medellín
- Placita de Flórez - Plaza de Mercado